# António de Almeida Santos
António de Almeida Santos (ur. 15 lutego 1926 w Seia, zm. 18 stycznia 2016 w Oeiras) – portugalski polityk i prawnik, a drugiej połowie lat 70. minister, długoletni poseł do Zgromadzenia Republiki i jego przewodniczący w okresie VII i VIII kadencji (1995–2002).

## Życiorys
Ukończył studia prawnicze na Uniwersytecie w Coimbrze. Od 1953 do 1974 praktykował jako adwokat w Lourenço Marques w Mozambiku, uczestniczył w powołaniu opozycyjnej organizacji Grupo dos Democratas de Moçambique. Po rewolucji goździków powrócił do Portugalii. Był ministrem współpracy terytorialnej w czterech pierwszych rządach tymczasowych (1974–1975) i ministrem komunikacji społecznej w szóstym rządzie tymczasowym (1975–1976). Od 1976 do 1978 sprawował urząd ministra sprawiedliwości w gabinecie, którym kierował Mário Soares. W jego drugim rządzie w 1978 był ministrem delegowanym przy urzędzie premiera. W trzecim gabinecie lidera socjalistów pełnił funkcję ministra stanu (1983–1985).
W międzyczasie dołączył do Partii Socjalistycznej. W 1980 objął mandat posła do Zgromadzenia Republiki I kadencji, uzyskiwał reelekcję w kolejnych wyborach, zasiadając w portugalskim parlamencie przez dziewięć kadencji do 2005. W 1986 był tymczasowym liderem PS.
Od 1991 do 1994 był przewodniczącym frakcji deputowanych socjalistów. W latach 1995–2002 przez dwie kadencje zajmował stanowisko przewodniczącego Zgromadzenia Republiki. W 1992 objął honorową funkcję przewodniczącego Partii Socjalistycznej, pełnił ją nieprzerwanie do 2011.

## Odznaczenia
- Krzyż Wielki Orderu Wolności (2003, Portugalia)[6]
- Krzyż Wielki Orderu Zasługi RP (1997, Polska)[7]